# Плотт, Чарльз
Чарльз Плотт (англ. Charles R. Plott; род. 1938) — американский экономист.
Член Национальной академии наук США (2007).
Бакалавр (1961) и магистр (1964) университета Оклахома Стейт; доктор философии (1965) Вирджинского университета. Преподавал в университете Пердью (1965—1970) и Калифорнийском технологическом институте (с 1971). Президент Общества «общественного выбора» (1976—1978). Лауреат премии Джорджеску-Регена (1995).

## Основные произведения
- «Экспериментальные методы в экономической теории: средство для регулярного исследования» (Experimental Methods in Political Economy: A Tool for Regulatory Research, 1981);
- «Психология и экономическая теория» (Psychology and Economics, 1987).